# 온 더 윙스 오브 러브
《온 더 윙스 오브 러브》(영어: On the Wings of Love)는 2015년 방영된 필리핀의 드라마이다.

## 캐스트
- 제임스 리드 - 클라크 메디나
- 나딘 러스트레 - 레아 올리바르 메디나
- 체리 파이 피카체 - 재클린 파우스토
- 조엘 토레 - 솔리만 올리바르
- 이사이 알바레즈 세나 - 베로니카 마르티네즈 올리바르/와이엇
- 알비 카시뇨 - 디에고 파우스토
- 비앙카 마나로 - 티파니 올리바르
- 니코 안토니오 - 안토니오 톨렌티노
- 나네트 인벤토르 - 파시타 마그토토 파우스 토